# Capela de Nossa Senhora das Neves (Bento Gonçalves)
A Capela de Nossa Senhora das Neves, também conhecida como Capela das Neves, é uma capela católica romana, localizada no município de Bento Gonçalves, no Brasil, construída no início do século XX. A capela é notável por ter sido construída com vinho da região, constituindo-se como uma das atrações turísticas do município, e um símbolo da colonização do Vale dos Vinhedos.
A capela primitiva era em madeira, com cobertura em tabuinhas, do tipo scándole. Posteriormente, a comunidade, constituída sobretudo por colonos italianos e seus descendentes, decidiu construí-la em alvenaria, com recurso a tijolos artesanais. Os colonos faziam a argamassa com barro, abriam uma vala no chão, colocavam terra e água dentro, pisando depois o barro com os pés. As mulheres ajudavam no transporte da água em baldes, para a molhar a terra.
Durante a construção da capela, uma forte estiagem obrigou à paragem dos trabalhos, pois a água era escassa e no morro onde estava sendo construída a capela não havia fontes. Os moradores decidiram então doar algum do vinho produzido na região, por forma a substituir a água e permitir a retomada dos trabalhos. O vinho, misturado com palha de trigo, foi então usado para formar a liga necessária à junção dos tijolos da capela.
Segundo recorda Elias Giordani, nascido em Bento Gonçalves em 1918 e aí residente, que participou da construção da capela:
| “ | havia muito vinho e pouca água, muito vinho de sobra, porque a safra estava pronta e precisava-se do vasilhame; pouca água, porque no morro onde está a igreja não há fontes. Então, alguém teve a ideia de molhar o barro e amassa-lo com vinho, por ser mais cómodo (...) ghemo inciuca anca i santi | ” |